# Technik
Treść tego artykułu należy opracować w taki sposób, aby nie uwypuklała nadmiernie polskiej specyfiki / aby nie zawężała się tylko do polskich warunków
Dokładniejsze informacje o tym, co należy poprawić, być może znajdują się w dyskusji tego artykułu.
 Po wyeliminowaniu niedoskonałości należy usunąć szablon {{Dopracować}} z tego artykułu.
Technik (gr. technikos – „kunsztowny”) – tytuł zawodowy, specjalista w zakresie odpowiedniej dziedziny wiedzy technicznej, mający zwykle średnie zawodowe wykształcenie.

## Zdobycie tytułu technika
By otrzymać tytuł technika w Polsce, należy spełnić następujące warunki:
- ukończyć szkołę, która uczy danego zawodu (technikum, szkoła policealna lub kwalifikacyjny kurs zawodowy)[1],
- posiadać wykształcenie średnie zawodowe i ogólne (matura nie jest obowiązkowa),
- zdać egzamin potwierdzający kwalifikacje zawodowe.

W pierwszej dekadzie XXI wieku najczęściej wybieranymi zawodami w technikach w Polsce były: technik informatyk, technik ekonomista i technik hotelarstwa.

## Lista tytułów techników w Polsce
1. Technik administracji
2. Technik agrobiznesu
3. Technik analityk
4. Technik architektury krajobrazu
5. Technik archiwista
6. Technik automatyk
7. Technik automatyk sterowania ruchem kolejowym
8. Technik awionik
9. Technik bezpieczeństwa i higieny pracy
10. Technik budownictwa
11. Technik budownictwa okrętowego
12. Technik budownictwa wodnego
13. Technik cyfrowych procesów graficznych
14. Technik dentystyczny
15. Technik drogownictwa
16. Technik dróg i mostów kolejowych
17. Technik ekonomista
18. Technik eksploatacji portów i terminali lotniczych
19. Technik elektroenergetyk transportu szynowego
20. Technik elektronik
21. Technik elektroradiolog
22. Technik elektryk
23. Technik energetyk
24. Technik farmaceutyczny
25. Fototechnik
26. Technik garbarz
27. Technik gazownictwa
28. Technik geodeta
29. Technik geolog
30. Technik górnictwa odkrywkowego
31. Technik górnictwa otworowego
32. Technik górnictwa podziemnego
33. Technik grafiki i poligrafii cyfrowej
34. Technik handlowiec
35. Technik hodowca koni
36. Technik hotelarstwa
37. Technik hutnik
38. Technik informatyk
39. Technik inżynierii środowiska i melioracji
40. Technik jeździectwa
41. Technik kelner
42. Technik księgarstwa
43. Technik leśnik
44. Technik logistyk
45. Technik masażysta
46. Technik mechanik
47. Technik mechanik lotniczy
48. Technik mechanik okrętowy
49. Technik mechanizacji rolnictwa i agrotoniki
50. Technik mechatronik
51. Technik nawigator morski
52. Technik obsługi pasażerów w przewozach lotniczych, morskich i lądowych
53. Technik obuwnik
54. Technik ochrony fizycznej osób i mienia
55. Technik ochrony środowiska
56. Technik odlewnik
57. Technik ogrodnik
58. Technik optyk
59. Technik organizacji reklamy
60. Technik organizacji turystyki
61. Technik ortopeda
62. Technik papiernictwa
63. Technik pojazdów samochodowych
64. Technik pożarnictwa
65. Technik prac biurowych
66. Technik programista
67. Technik przemysłu mody
68. Technik przeróbki kopalin stałych
69. Technik pszczelarz
70. Technik rachunkowości
71. Technik realizacji dźwięku
72. Technik rolnik
73. Technik rybactwa śródlądowego
74. Technik rybołówstwa morskiego
75. Technik spedytor
76. Technik technologii ceramicznej
77. Technik technologii chemicznej
78. Technik technologii drewna
79. Technik technologii szkła
80. Technik technologii wyrobów skórzanych
81. Technik technologii żywności
82. Technik teleinformatyk
83. Technik telekomunikacji
84. Technik transportu kolejowego
85. Technik tyfloinformatyk
86. Technik urządzeń i systemów energetyki odnawialnej
87. Technik urządzeń sanitarnych
88. Technik usług fryzjerskich
89. Technik usług kosmetycznych
90. Technik usług pocztowych i telekomunikacyjnych
91. Technik weterynarii
92. Technik wiertnik
93. Technik włókienniczych wyrobów dekoracyjnych
94. Technik włókiennik
95. Technik żeglugi śródlądowej
96. Technik żywienia i usług gastronomicznych